# Église Sainte-Radegonde de Missy-sur-Aisne
Pour les articles homonymes, voir Église Sainte-Radegonde.
L'église Sainte-Radegonde est une église située à Missy-sur-Aisne, en France.

## Localisation
L'église est située sur la commune de Missy-sur-Aisne, dans le département de l'Aisne.

## Historique
Cette église date du XIIe siècle. Elle a été remaniée aux XVe et XVIe siècles.
Le monument est classé au titre des monuments historiques en 1919.

## Galerie

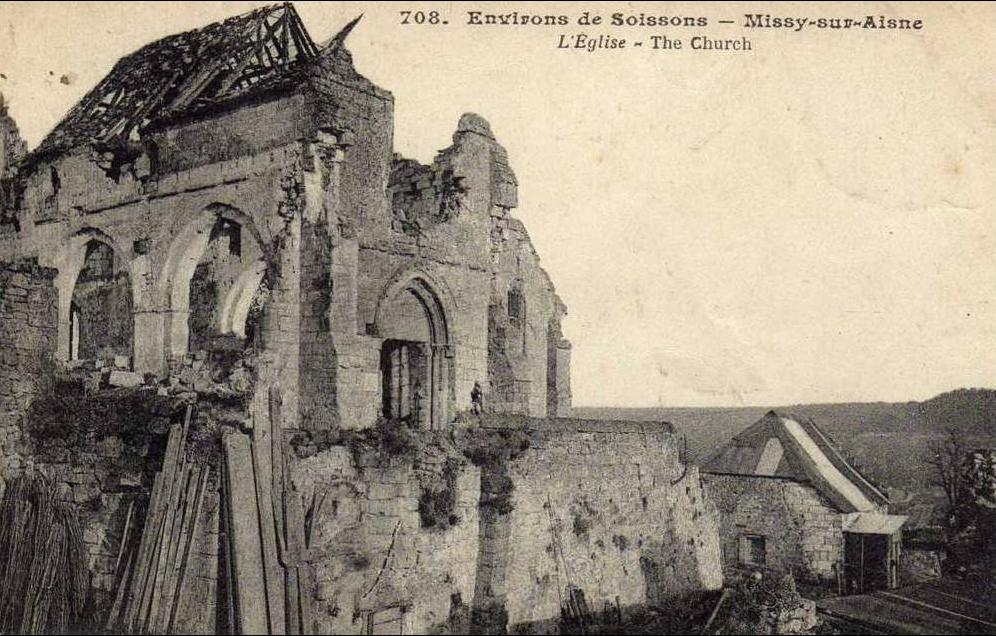
Etat de l'église à la fin de la guerre 14-18.
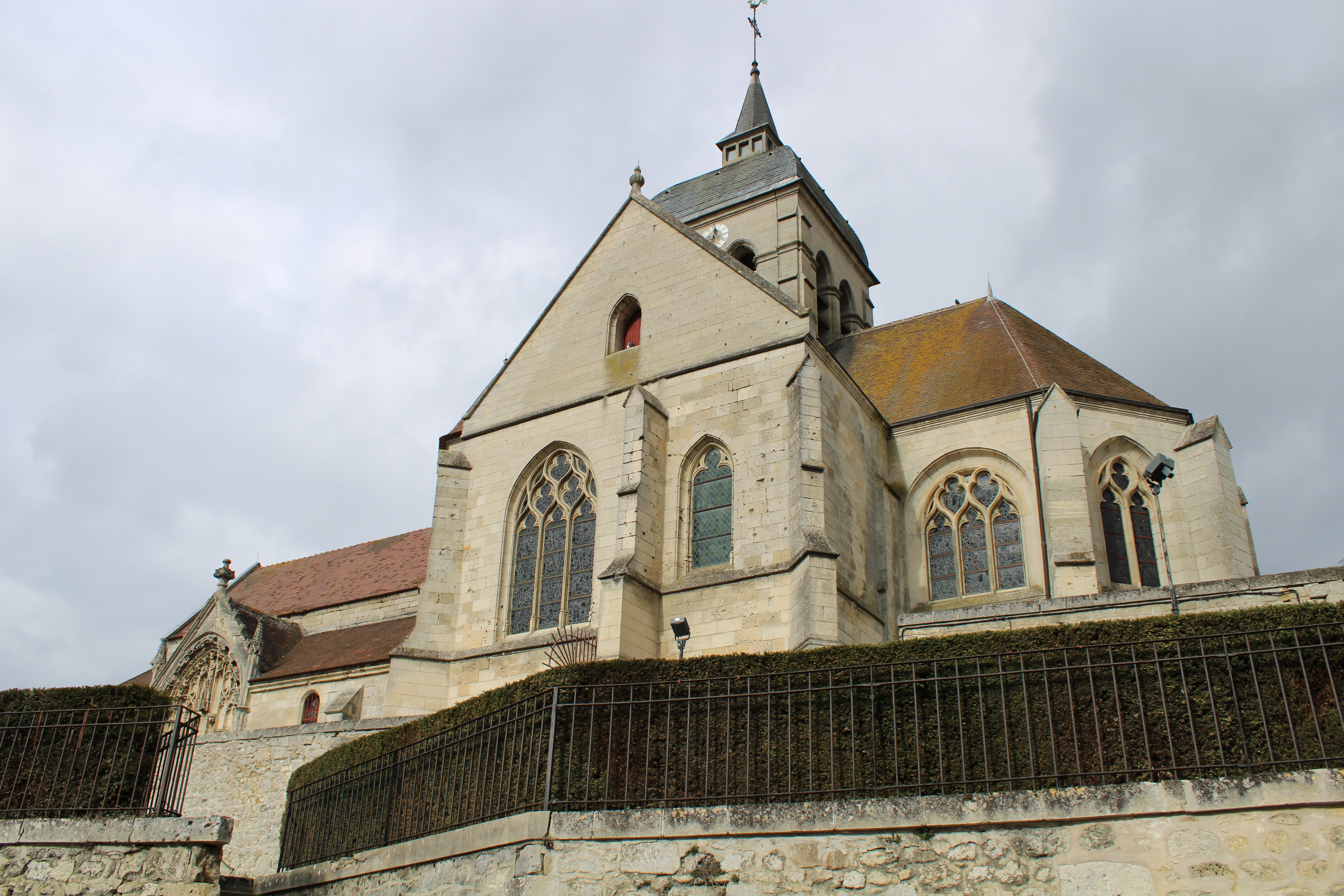
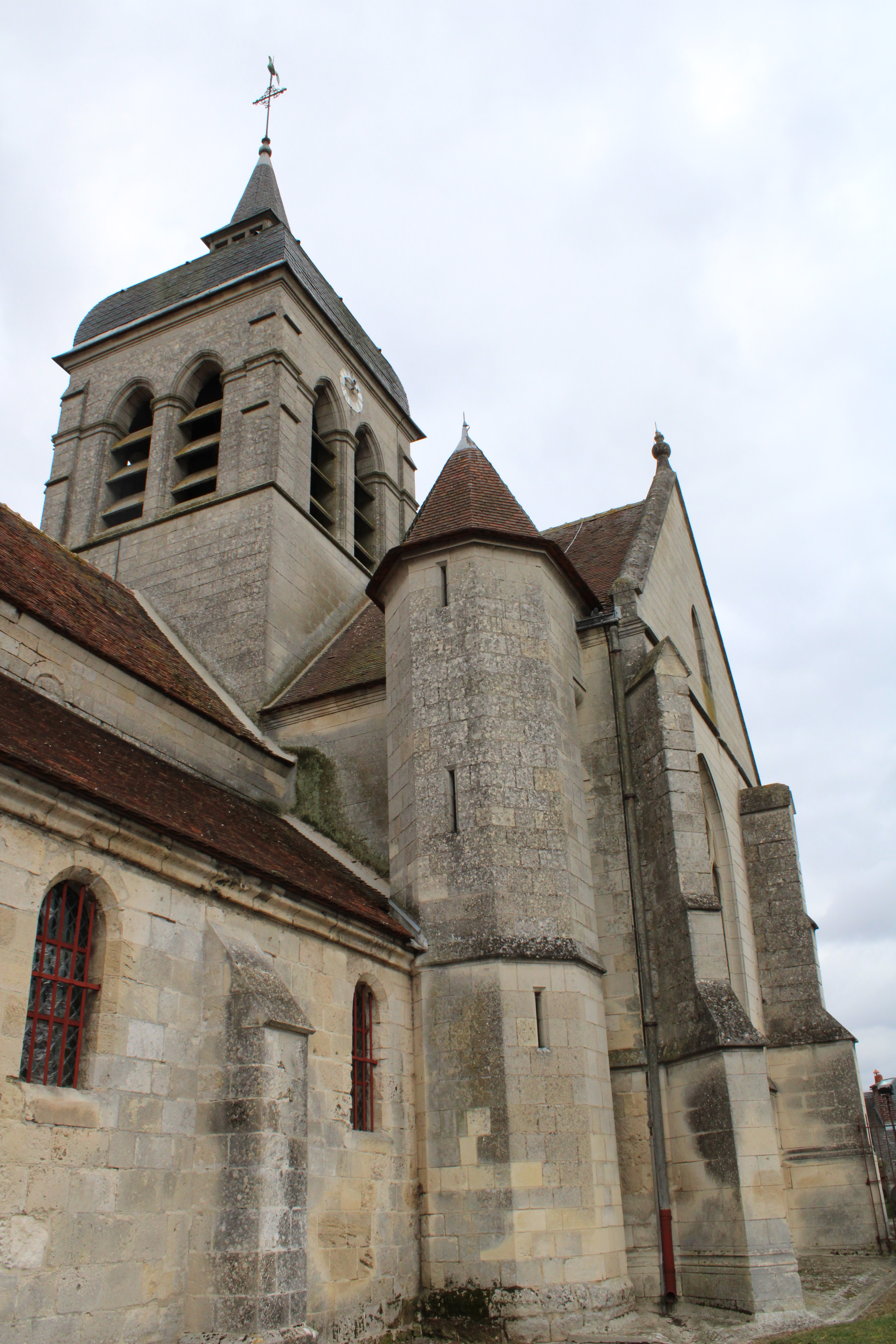
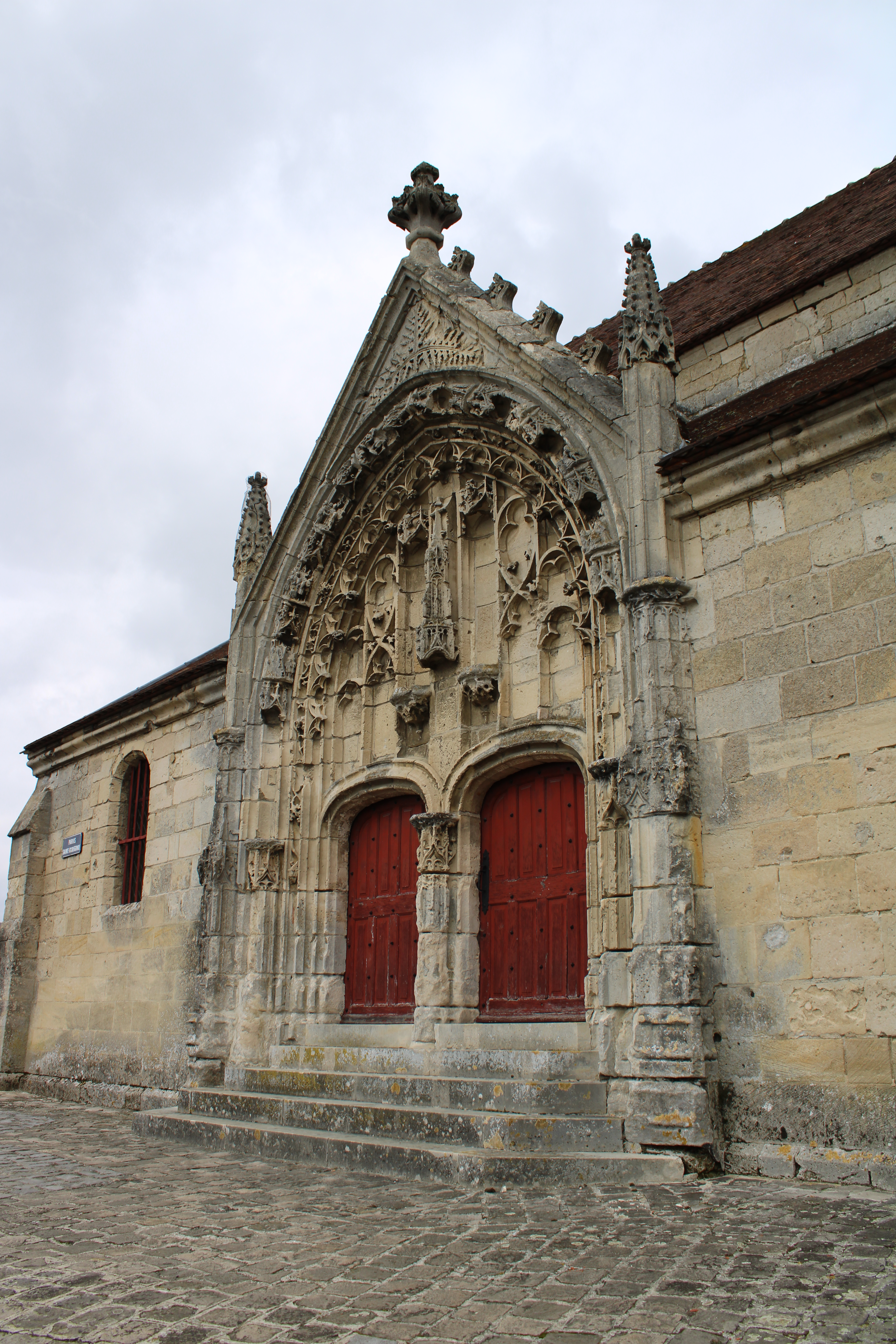
Le portail.
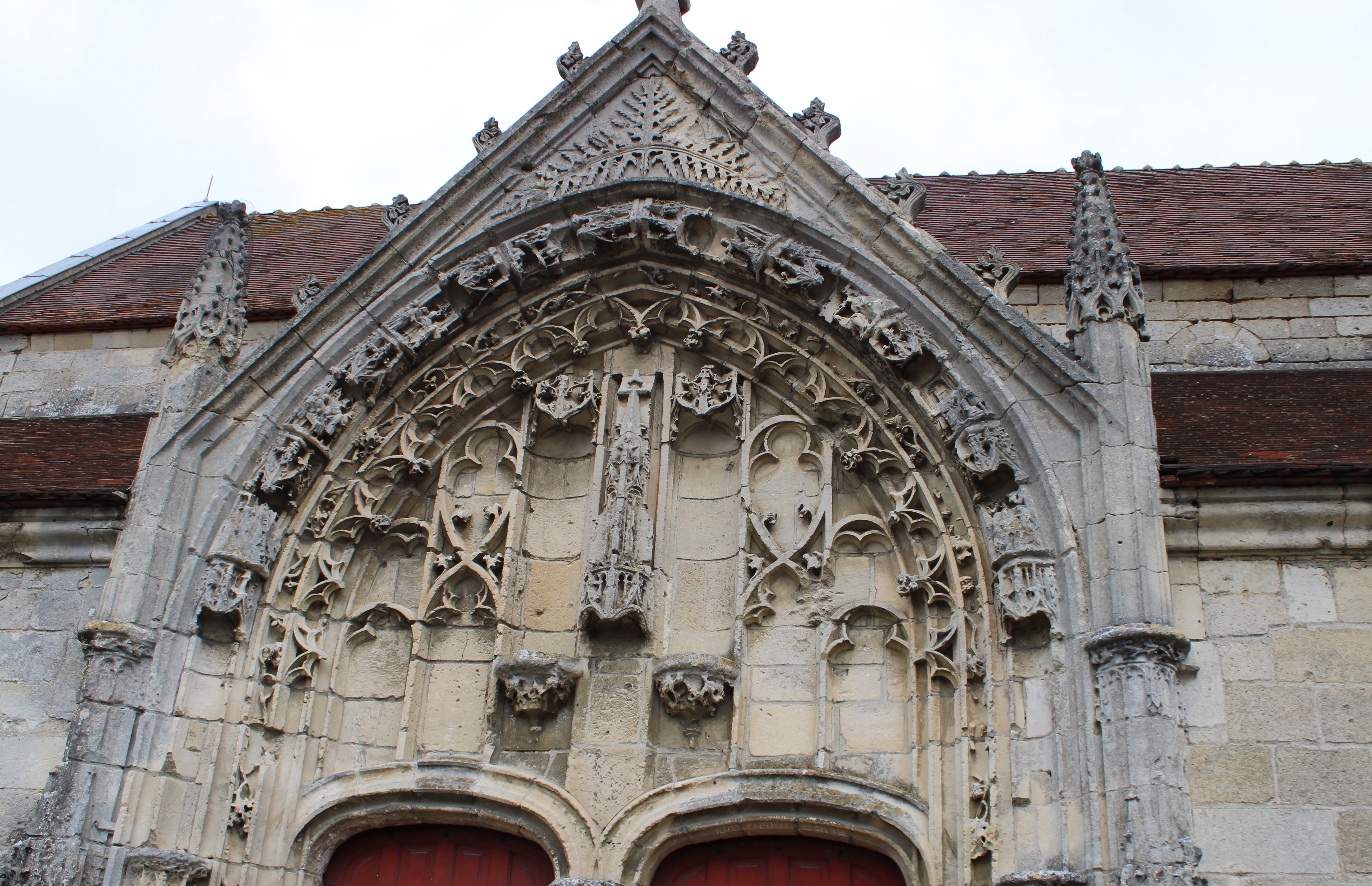
Détail du portail.
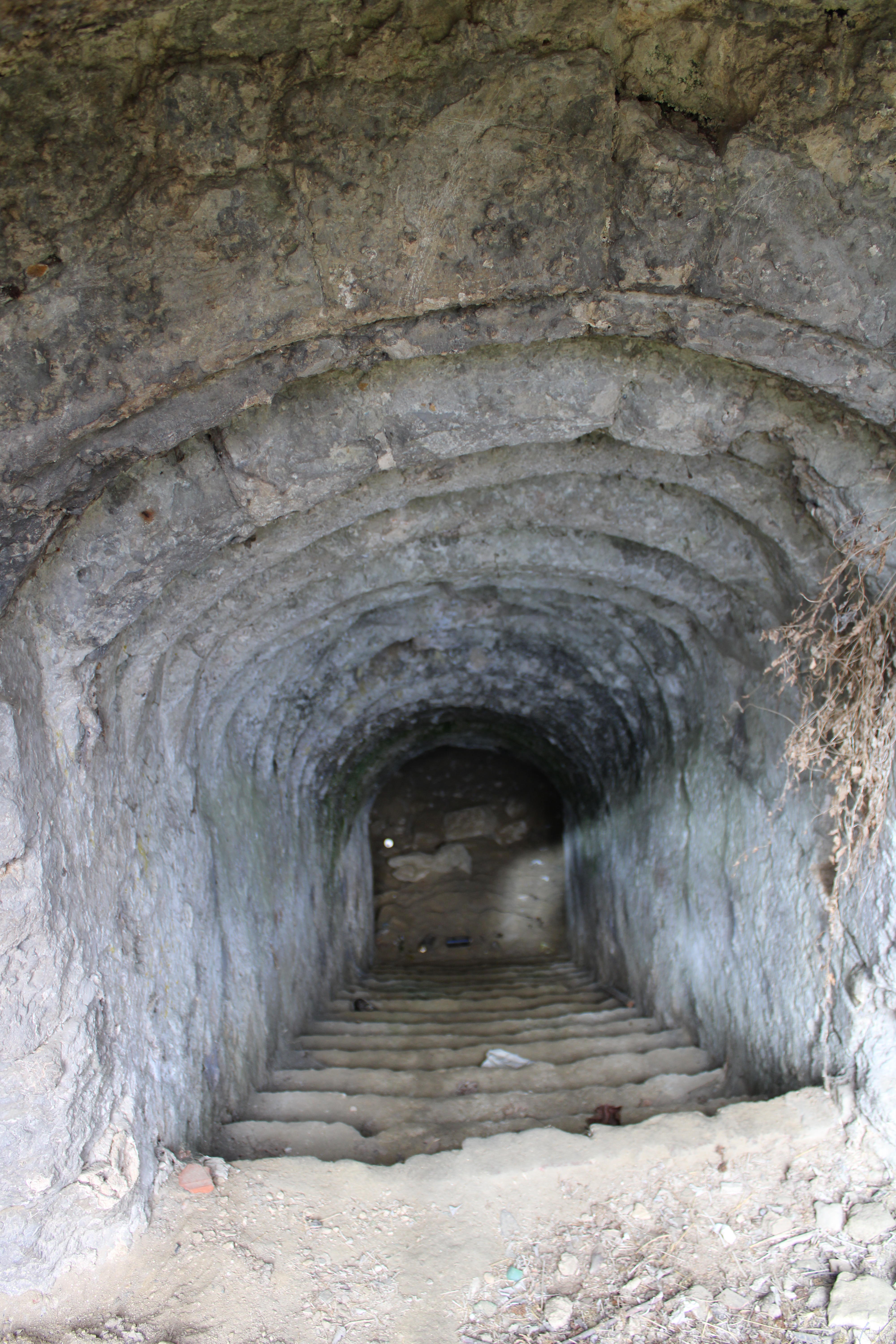
Entrée d'un souterrain sous l'église.